# Diamant 13
Pour plus de détails, voir Fiche technique et Distribution.
Diamant 13 (titre alternatif : L'Étage des Morts) est un film franco-belgo-luxembourgeois réalisé par Gilles Béhat, sorti en 2009.

## Synopsis
Mat est flic à la 13e division nuit de la police criminelle. Son ami de toujours, Franck Novak, travaille aux stups et trempe depuis quelque temps dans des trafics louches. Mais les frontières de la moralité sont minces. Franck ira trop loin et obligera Mat à prendre les choses en main...

## Fiche technique
- Titre : Diamant 13
- Titre alternatif : L'Étage des Morts
- Réalisation : Gilles Béhat
- Scénario : Gilles Béhat, Hugues Pagan et Olivier Marchal, d'après le roman L'Étage des Morts de Hugues Pagan
- Photographie : Bernard Malaisy
- Montage : Thierry Faber
- Musique : Frédéric Vercheval
- Décors : Frédéric Astich-Barre
- Costumes : Dominique Combelles et Nathalie Leborgne
- Producteurs : Charles Gillibert, Marin Karmitz, Nathanaël Karmitz, Patrick Quinet et Claude Waringo
- Budget : 6.85 millions d'euros
- Pays d'origine :  France,  Belgique,  Luxembourg
- Format : couleur - 1,85:1 - Dolby Digital - 35 mm
- Genre : Film policier, Thriller
- Durée : 98 minutes
- Dates de sorties :
  - France : 21 janvier 2009
  - Belgique : 28 janvier 2009

## Distribution
- Gérard Depardieu : Mat
- Olivier Marchal : Franck Novak
- Asia Argento : Calhoune
- Anne Coesens : Léon
- Aïssa Maïga : Farida
- Catherine Marchal : Z'yeux d'or
- Aurélien Recoing : Ladje
- Erick Deshors : Spoke
- Frédéric Frenay : l'ami
- Jean-François Wolff : Django
- Patrick Hastert : le directeur de cabinet
- Gérald Marti : Moll
- Sacha Kremer : le brigadier
- Frédéric Lubansu : Cynthia
- Marc Zinga : Ali Baba Mike
- Corentin Lobet : Jésus
- Laetitia Reva : la femme-otage
- Jean-Michel Vovk : Moser
- Benoît Verhaert : le diplomate
- Yves Degen : Sénateur Taroux
- Valérie Bodson : la femme de Franck

## À noter
- Le tournage a débuté le 18 février 2008.
- C'est le film le plus cher réalisé par Gilles Béhat.